# 路易士·貢沙華·高美士
路易士·貢沙華·高美士（Luís Gonzaga Gomes，1907年7月11日—1976年3月20日），澳門土生葡人，是一位漢學家、作家及歷史學家。

## 生平
高美士先生自小喜愛學習，父親祖亞甘·高美士（Joaquim Francisco Xavier Gomes）、母親莎娜女士（Sara Carolina da Encamação）均為小學教師。童年至青少年時代，高美士先生深受父母師長影響，對生於斯、長於斯的澳門已懷有濃厚的感情與研究興趣。中學時期，他以十四歲之稚齡，和同學合作出版葡文報紙《大專》，第一期於1920年10月5日面世，並編撰了一篇有關美國科學家、政治家班傑明·富蘭克林的報導，從此開始了其作家生涯。
中學畢業後，高美士先生繼續深造中文，其後得到舉薦，獲聘進澳葡政府華務部門。由於表現優秀，在短時間內即晋升為首席傳譯員。由於受到家庭背景影響，高美士先生最後選擇了教育為終生事業，二十年間，致力透過教學、研究、翻譯、寫作等範疇向葡裔人士推廣中文，還曾任伯多祿官立小學校長、小學教育代監察官、利宵中學中國語文課程措施籌備委員會幹事、澳門圖書館館長等職務，對澳門教育和文化，尤其是中葡文化交流作出了很大的貢獻。
高美士先生亦是一位低調的學者，終生勤奮，以極大的熱忱鑽研中國文化，並筆耕不輟，留下無數的譯作。其中最為突出的，是他翻譯的18世紀中文歷史著作《澳門記略》，和艱深的中國古代經典《論語》、《大學》、《中庸》、《孝經》、《道德經》以及《三字經》和《千字文》等等；與此同時，他還把葡文、西班牙文及意大利文的著作譯作中文，為東西方人們的相互瞭解，搭建起最早的文化橋樑。

## 紀念

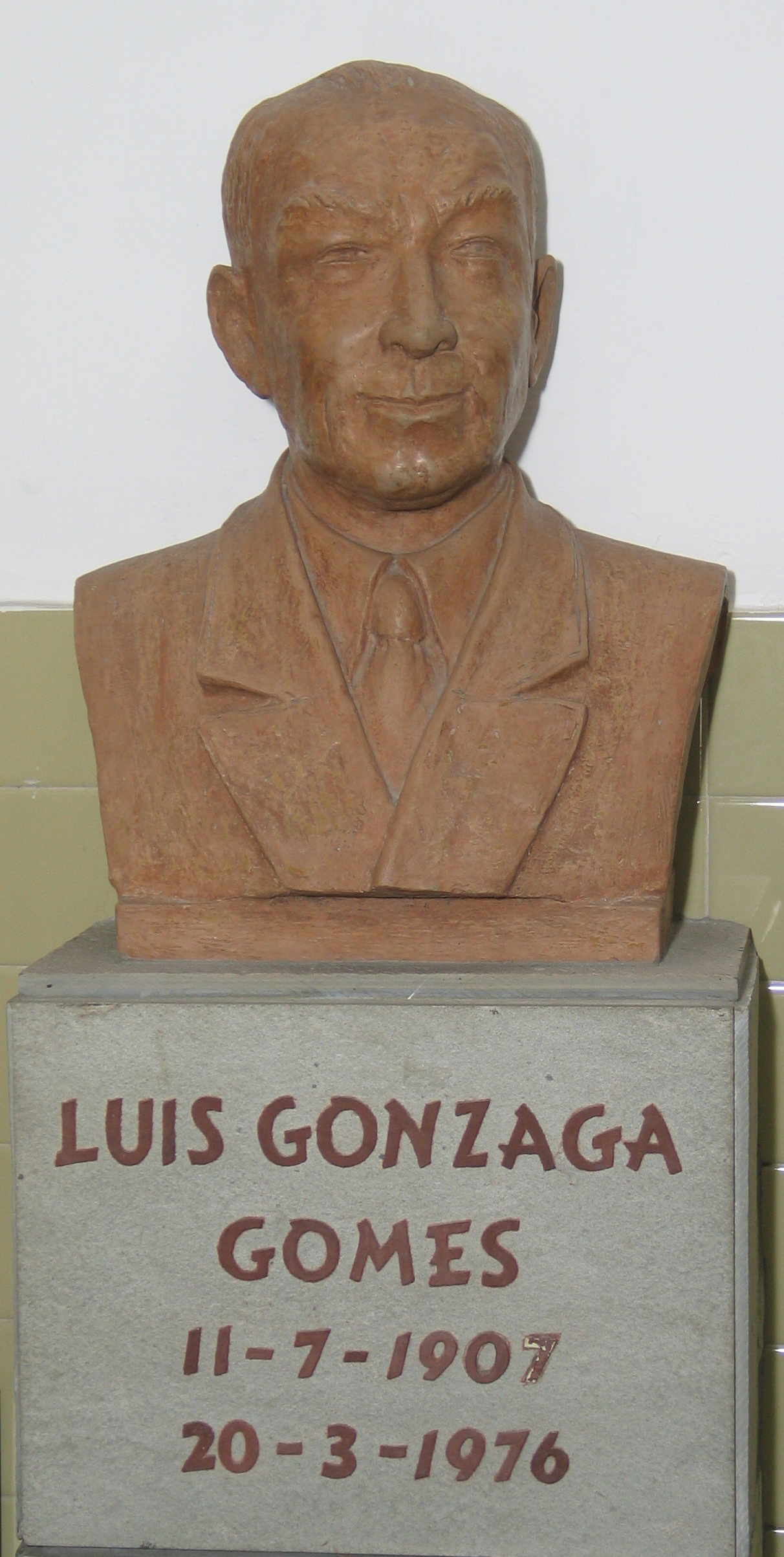
在高美士中葡中學的頭像

為紀念他對澳門社會之貢獻，澳葡政府於1985年以他的名謂創辦了高美士中葡中學（Escola Secundária Luso-Chinesa de Luís Gonzaga Gomes）。
位於新口岸的高美士街也是以他為名的。